# Puellina testudinea
Puellina testudinea is een mosdiertjessoort uit de familie van de Cribrilinidae. De wetenschappelijke naam van de soort is voor het eerst geldig gepubliceerd in 2005 door Winston.